# 豊富幌加インターチェンジ
豊富幌加インターチェンジ（とよとみほろかインターチェンジ）は、北海道天塩郡豊富町字幌加にある豊富バイパスのインターチェンジ。

## 歴史
- 2004年（平成16年）11月6日：豊富バイパス・豊富サロベツIC - 豊富北IC間開通に伴い、供用開始。
- 2010年（平成22年）3月1日：幌富バイパス・幌延IC - 豊富サロベツIC間開通に伴い、IC番号を「2」から「3」に変更[要出典][注 1]。なお、2020年現在はIC番号は削除されている。

## 周辺
- 宮の台展望台[2]
- 徳満駅（JR北海道・宗谷本線） - 2021年廃止
- サロベツ原野

## 接続する道路
- 直接接続
  - 北海道道923号メナシベツ豊富線
- 間接接続
  - 国道40号

## 隣
E5 豊富バイパス
豊富サロベツIC - 豊富幌加IC - 豊富北IC